# کنوت هامسون
کنوت هامسون (به نروژی: Knut Hamsun) نویسندهٔ اهل نروژ است که جایزهٔ نوبل ادبیات سال ۱۹۲۰ میلادی را از آن خود کرد.
سیارکی را به افتخار او با نام هامسون ۵۸۳۸ نام‌گذاری کرده‌اند.

## زندگی
در ۴ اوت ۱۸۵۹ در یک خانواده فقیر روستایی در شمال نروژ متولد شد.
بیست و دو ساله بود که وطن خویش نروژ را ترک گفت و به آمریکای شمالی رفت. از سال ۱۸۸۳ به بعد حرفه اصلی خویش را نویسندگی قرار داد و به تدریج آثاری منتشر کرد.
با انتشار رمان روانکاوانه و نیمه خودزندگی‌نامه گرسنه در سال ۱۸۹۰ شهرت هامسون به اوج خویش رسید. برخی منتقدین فرانتس کافکا را در نوشتن داستان کوتاه «هنرمند گرسنه» متأثر از این رمان می‌دانند. در سال ۱۹۲۰ هامسون برنده جایزهٔ نوبل در ادبیات گردید که نگارش رمان حماسی میوه‌های زمین نقش زیادی در کسب این جایزه داشت. و بالاخره در سال ۱۹۵۲ در ۹۳ سالگی زندگی را بدرود گفت.
توماس مان او را از نسل فئودور داستایوسکی و نیچه می‌دانست. هامسون در ادبیات روانکاوانه همراه با تکنیک‌های جریان ناخودآگاه و تک‌گویی درونی که بعدها در آثار جیمز جویس، مارسل پروست و ویرجینیا وولف ظاهر شدند، پیشگام بود.

## علاقه به هیتلر و ناسیونال سوسیالیسم
هامسون یک مدافع سرشناس آلمان و فرهنگ آلمانی بود، و همچنین مخالف شدید امپریالیسم بریتانیا و شوروی بود، و طی هر دو جنگ جهانی از آلمان حمایت کرد. علایق او به شدت تحت تأثیر جنگ بوئر بود، جنگی که هامسون آن را دشمنی بریتانیا با مردمی کوچک می‌دانست، و همچنین تنفر او از انگلیسی‌ها و آمریکایی ها. محبوبیت بین‌المللی او بر اثر حمایت او از دولت ناسیونال سوسیالیست ویدکون کیسلینگ کمرنگ شد.
وی جایزهٔ نوبل خود را در سال ۱۹۴۳ به یوزف گوبلز وزیر تبلیغات رایش سوم اهدا کرد و پس از مرگ آدولف هیتلر پیشوای آلمان، در مورد وی گفت: «من لایق آن نیستم که در مورد آدولف هیتلر با صدای بلند صحبت کنم. او یک جنگجو برای بشریت و یک بشارت‌دهندهٔ عدالت برای تمام ملت‌ها بود. او یک مصلح در بالاترین رده‌ها بود.»

## آثار منتشر شده
- گرسنگی (۱۸۹۰) (ترجمه‌های فارسی از غلامعلی سیار، سیدحبیب گوهری‌راد، احمد گلشیری و

قاسم صنعوی).
این رمان در لیست ۱۰۰۱ کتاب که باید قبل از مرگ بخوانید و همچنین لیست روزنامه گاردین (۱۰۰۰ رمان که هر شخص باید بخواند) قرار دارد.
- رازها (۱۸۹۲)
  - اسرار، برگردان سعید سعیدپور، انتشارات مروارید
  - رازها، برگردان قاسم صنعوی، نشر گل‌آذین
- پان (۱۸۹۴) ترجمه قاسم صنعوی انتشارات گل آذین
- بازی حیات (۱۸۹۶)
- ویکتوریا (۱۸۹۸) ترجمه قاسم صنعوی انتشارات گل آذین
- در سرزمین عجائب (۱۹۰۳)
- رزا (۱۹۰۸) ترجمه قاسم صنعوی انتشارات گل آذین
- بنونی (۱۹۰۸) ترجمه قاسم صنعوی انتشارات گل آذین
- میوه‌های زمین (۱۹۱۷) ترجمه قاسم صنعوی انتشارات گل آذین.   این رمان در لیست ۱۰۰۱ کتاب که باید قبل از مرگ بخوانید قرار دارد.
- در آستانه مرز و بوم ما
- شفق سرخ
- رشد خاک